# 1648 en philosophie
Chronologie de la philosophie
- 1644
- 1645
- 1646
- 1647
- 1648
- 1649
- 1650
- 1651
- 1652

L’année 1648 a été marquée, en philosophie, par les événements suivants :

## Publications
- René Descartes : Entretien avec Burman, 1648 AT V 146-179

- Johannes Micraelius : De methodo in disciplinis.

## Décès
- Marin Mersenne (1588-1648), connu également sous son patronyme latinisé Marinus Mersenius est un religieux français appartenant à l'ordre des Minimes, érudit, mathématicien et philosophe. On lui doit les premières lois de l'acoustique, qui portèrent longtemps son nom[1]. Il établit concomitamment avec Galilée la loi de la chute des corps dans le vide. De Waard dit de lui qu'il était le secrétaire de l'Europe savante de son temps. Ecclésiastique à la culture encyclopédique et aux centres d'intérêt multiples, Mersenne est une des figures les plus marquantes parmi les érudits de son temps.

- 14 janvier à Amsterdam : Caspar van Baerle (ou Baarle, latinisé en Barlæus ou Barleus) (né à Anvers le 12 février 1584 - mort à Amsterdam le 14 janvier 1648) est un géographe, théologien, poète et historien néerlandais. Il a particulièrement contribué aux connaissances géographiques des pays d'outre-mer, dont le Brésil.